# Термограф

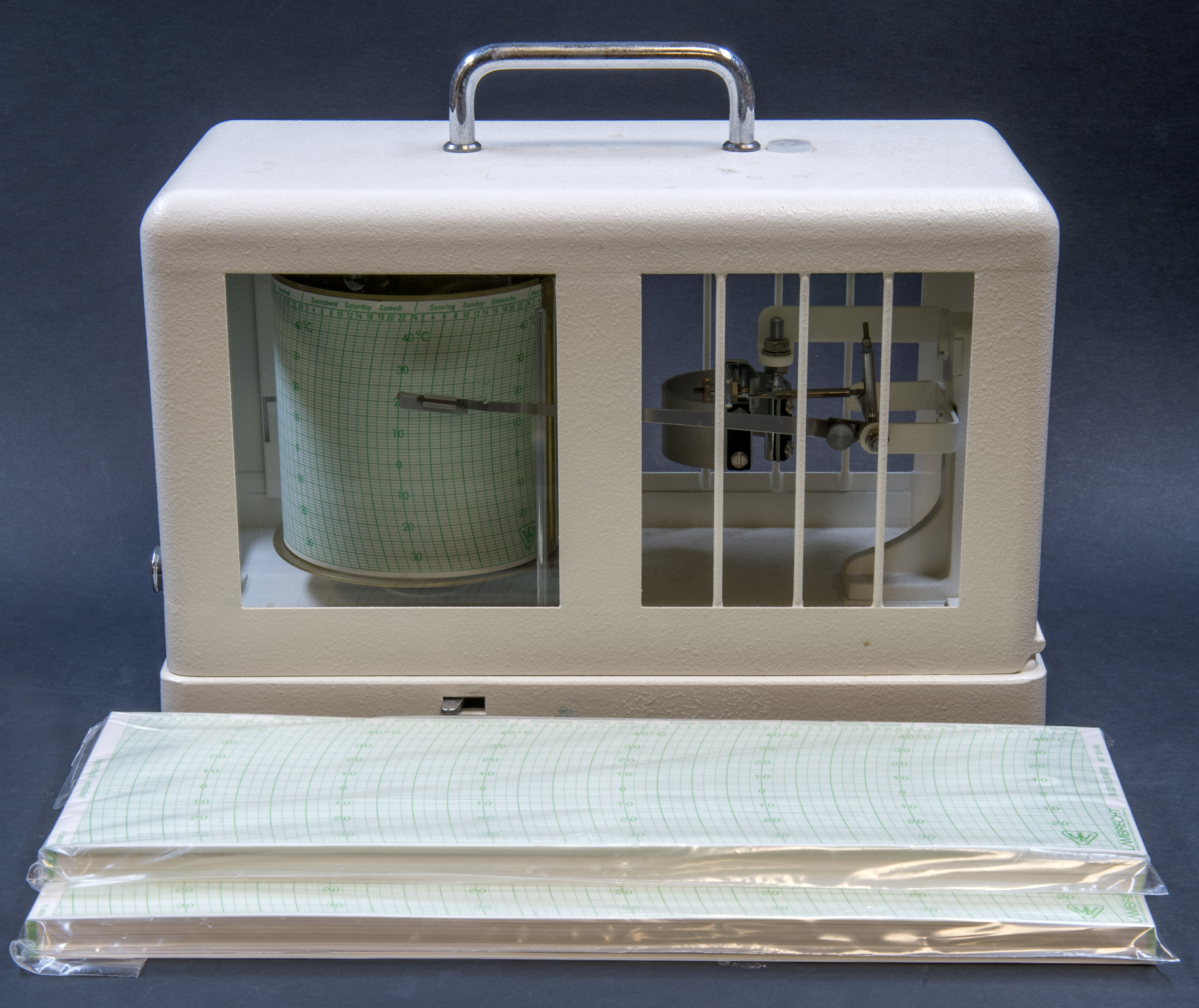
Німецький термограф 1980-х років

Термограф (рос. термограф; англ. thermograph; нім. Thermograph m) — автоматичний гідрометеорологічний прилад для вимірювання та реєстрації температури повітря або рідини. 
Під впливом коливань температури відбувається деформація приймальної частини термографа, це передається на стрілку з пером і фіксується на діаграмній стрічці у вигляді кривої. Чутливим елементом термографа може бути біметалева пластинка, термометр рідинний або термометр опору. В метеорології найпоширеніші томографи, чутливим елементом якого є вигнута біметалева пластина. Різні модифікації термографів використовуються у промисловому виробництві, де необхідний контроль температури.
Комп'ютерний термограф — апарат, який здатний вловлювати на відстані різницю температур і зображувати її в різних кольорах.